# Tim Foster
Timothy „Tim“ James Carrington Foster (* 19. Januar 1970 in Hillingdon) ist ein britischer Ruderer und Olympiasieger.
Tim Foster erhielt bei Junioren-Weltmeisterschaften zwei Goldmedaillen: 1987 im Vierer ohne Steuermann zusammen mit Jonathan Searle, Rupert Obholzer und Toby Hessian und 1988 im Zweier ohne Steuermann zusammen mit Matthew Pinsent. 1989 nahm Foster erstmals in der Erwachsenenklasse an Ruder-Weltmeisterschaften teil und gewann mit dem britischen Achter die Bronzemedaille. Nach einem vierten Platz mit dem ungesteuerten Vierer bei den Ruder-Weltmeisterschaften 1990 erruderte Foster 1991 wieder Bronze mit dem Achter. Bei den Olympischen Spielen 1992 belegte Foster mit dem britischen Achter den sechsten Platz. 
Ab 1993 ruderte Foster meist im britischen Vierer ohne Steuermann. Nach einem fünften Platz bei den Ruder-Weltmeisterschaften 1993 gewann er 1994 Bronze und 1995 Silber. Bei den Olympischen Spielen 1996 folgte die Bronzemedaille. Nach den Olympischen Spielen 1996 schieden die Olympiasieger von 1992 im Zweier mit Steuermann, die Brüder Greg und Jonathan Searle sowie Robert Obholzer aus dem Vierer aus. Dafür kamen die Olympiasieger von 1992 und 1996 im Zweier ohne Steuermann, Matthew Pinsent und Steven Redgrave sowie James Cracknell ins Boot. Dieser Vierer gewann 1997 und 1998 jeweils den Weltmeistertitel sowie alle Weltcupregatten, an denen das Boot teilnahm. 1999 rückte Ed Coode für Foster in den Vierer, während Foster bei den Ruder-Weltmeisterschaften 1999 Silber mit dem Achter gewann. 2000 kehrte Foster in den Vierer zurück. Der Erfolgsvierer der Jahre 1997 und 1998 gewann die ersten zwei Weltcupregatten, belegte aber beim Weltcup-Finale in Luzern nur den vierten Platz. Bei den Olympischen Spielen in Sydney war die Form wieder da und der britische Vierer gewann Gold.
Als Student des St Cross College der University of Oxford nahm er 1997 am Boat Race teil. 2001 versuchte er sich im Weltcup im Einer. Nachdem er es in dieser Bootsklasse im Weltcup nicht ins A-Finale geschafft hatte, beendete er seine Karriere.

## Internationale Medaillen
(OS=Olympische Spiele; WM=Weltmeisterschaften)
- WM 1989: Bronze mit dem Achter (Tim Foster; Matthew Brittin; Jim Walker; Anton Obholzer; Jonny Singfield; Richard Phelps; Jonathan Searle; Jonathan Hulls und Steuermann Adrian Ellison)
- WM 1991: Bronze mit dem Achter (Martin Cross; Tim Foster; Anton Obholzer; Richard Phelps; Greg Searle; Jonathan Searle; Jonny Singfield; Richard Stanhope und Steuermann Garry Herbert)
- WM 1994: Bronze mit dem Vierer ohne Steuermann (Tim Foster; Rupert Obholzer; Greg Searle; Jonathan Searle)
- WM 1995: Silber mit dem Vierer ohne Steuermann (Tim Foster; Rupert Obholzer; Greg Searle; Jonathan Searle)
- OS 1996: Bronze mit dem Vierer ohne Steuermann (Tim Foster; Rupert Obholzer; Greg Searle; Jonathan Searle)
- WM 1997: Gold mit dem Vierer ohne Steuermann (James Cracknell; Tim Foster; Matthew Pinsent; Steven Redgrave)
- WM 1998: Gold mit dem Vierer ohne Steuermann (James Cracknell; Tim Foster; Matthew Pinsent; Steven Redgrave)
- WM 1999: Silber mit dem Achter (Robert Thatcher; Ben Hunt-Davis; Fred Scarlett; Louis Attrill; Luka Grubor; Kieran West; Tim Foster; Steve Trapmore und Steuermann Rowley Douglas)
- OS 2000: Gold mit dem Vierer ohne Steuermann (James Cracknell; Tim Foster; Steven Redgrave; Matthew Pinsent)